# Geoparchi mondiali UNESCO

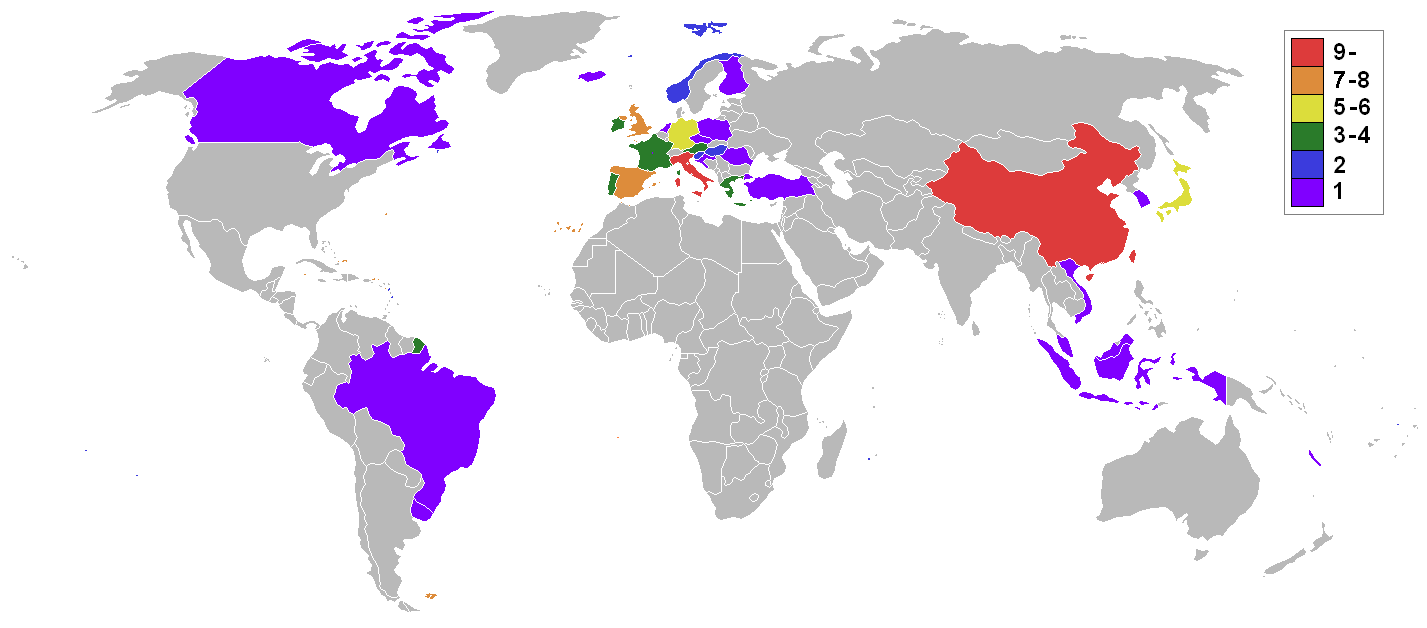
La distribuzione dei geoparchi nel 2014

Geoparchi mondiali UNESCO (in inglese UNESCO Global Geoparks) è un'iniziativa che fa parte del programma chiamato International Geoscience and Geoparks Programme condotto dall'UNESCO insieme all'Unione internazionale di scienze geologiche per sostenere ed incentivare la ricerca nell'ambito delle scienze della Terra. 
L'iniziativa è stata ratificata dai 195 stati membri dell'UNESCO il 17 novembre 2015 in occasione della 38ª conferenza generale tenutasi a Parigi.  
La ratifica ha riconosciuto e ufficializzato la relazione con il Global Geoparks Network (GNN - Rete Mondiale dei Geoparchi) organizzazione costituitasi nel 2004 che aggrega aree geografiche che comprendono siti e paesaggi di valore geologico. 
Ad agosto 2024 i Geoparchi mondiali UNESCO sono 213 distribuiti in 48 stati.